# Vanessa Place
Vanessa Place est une écrivaine et une avocate américaine née le 10 mai 1968 à Stratford (Dakota du Sud).
Elle vit à Los Angeles en Californie.

## Repères biographiques
Elle a grandi dans un environnement militaire, son père était officier de l'Armée Américaine. Elle a fait ses études de droit aux universités d’Antioche (M.F.A.), de Boston (J.D.) et du Massachusetts, Amherst (B.A.). Elle exerce son métier d'avocate à partir de 1985.
De 1999 à 2001 elle a été auteur de scénarios pour la télévision américaine notamment avec la productrice Liz Friedman.
Vanessa Place codirige depuis 2005 la maison d’édition indépendante Les Figues Press avec Teresa Carmody, Pam Ore et Sarah LaBorde.
Elle collabore régulièrement au magazine d’art X-Tra Contemporary Art Quarterly de Los Angeles.
Elle a publié huit ouvrages et a contribué à des revues comme Northwest Review, Northridge Review, Film Comment, Contemporary Literary Criticism, 4th Street: A Poetry Bimonthly, LA Weekly Literary Supplement, Five Fingers Review, et n/Oulipo.
Elle a réalisé des performances à : The Kitchen, The Smell, Los Angeles Public Library, PS1/Museum of Modern Art, Hammer Museum, Museum of Contemporary Art, St. Mark's Poetry Project, KGB Bar, Pierre Menard Gallery, University of California/Santa Cruz, University of California, San Diego, CalArts, ainsi que des interventions plus sporadiques à Oslo, Shanghai, San Francisco, Oakland[Lequel ?], Boston, New York, Baltimore, Seattle, Portland, Chicago, Lund…

## La MedusaetDies: a sentence
Vanessa Place a mis près de 10 ans à écrire LA MEDUSA, trois mois au cours de la quatrième année d'écriture de LA MEDUSA pour écrire Dies: a sentence, ouvrage d'une seule et même phrase — unité première de la prose — comptant 50 000 mots. 
L'unité de Dies répondant à la fragmentation de LA MEDUSA.
À la question êtes vous un auteur de fiction ou un poète ? elle répond "oui". L'écriture pour Place est une question d'éthique et l'éthique est "la plus petite entité politique".
En ce qui concerne Exposé des faits elle précise :
Mon projet littéraire "Exposé des Faits" s’intéresse à la latence de la loi, à l’affaire criminelle comme entité non auto-constituante, l’affaire sans la loi, l’affaire sans l’affaire. (Parce que la loi n’est jamais que la loi appliquée à l’affaire.) C’est donc un projet indexique, symbolique et ironique, ou du moins iconoclaste (sans loi), ce qui signifie la même chose.
[…]
À cet égard, l’écriture conceptuelle, comme mes Exposés des Faits, vient articuler l’énonciation de l’Américain, une valise à la fois vide et pleine, signifiant le rien singulier et le potentiel du multiple.
Article de Vanessa Place sur le blog des Figues Press : Lawrence Weiner said that language is material, 2009

## Publications
- “Untitled : Red over Black, blue Orange” in TrenchArt : Material, Les Figues Press, 2005.
- Dies : A Sentence, Les Figues Press, 2005.
- La Medusa, Fiction Collective 2, 2008.
- Figure from The Gates of Paradise, Woodland Editions/Five Fingers Review, 2008.
- Notes on Conceptualisms (avec Robert Fitterman), Ugly Duckling Press, 2009.
- Statement of facts, Ubuweb, 2009.
- The Guilt Project : Rape and Morality, Other Press, 2010.
- Exposé des faits, éditions è®e, 2010

## Articles de presse consacrés à Vanessa Place
- Article d'Éric Loret à propos d'Exposé des faits dans  Libération
- ITW de Vanessa Place à propos de Dies : A Sentence par Lemon Hound
- Article de Doug Nufer à propos de Dies : A Sentence pour American Book Review
- ITW de Vanessa Place à propos de Dies : A Sentence par Megan Stokes, Becky Slinger, Meghan Corcoran et Jody Brezette pour Avant Women Writers
- ITW de Vanessa Place à propos de La Medusa par Lemon Hound
- ITW de Vanessa Place à propos de La Medusa par Blake Butler
- Article de Thom Donovan à propos de Notes on Conceptualisms de Vanessa Place & Robert Fitterman sur Bombsite
- Notes on Conceptualisms de Vanessa Place & Robert Fitterman, considéré comme l’un des 15 meilleurs livres de 2009 par Dennis Cooper[10]
- Article de Karla Kelsey à propos de Notes on Conceptualisms de Vanessa Place & Robert Fitterman dans Octopus Magazine
- ITW de 2009 pour Billedkunst
- ITW pour LA Lit, Cross Cultural Poetics

## Note
1. ↑  Liz Friedman sur le site imdb
2. ↑  Site officiel de la maison d’édition Les Figues Press. Les Figues Press sont distribuées par Small Press Distribution.
3. ↑  Site de X-Tra Contemporary Art Quarterly
4. ↑  Site de Northwest Review
5. ↑  Site de Northridge Review
6. ↑  Site de Film Comment
7. ↑  Site de Contemporary Literary Criticism
8. ↑  Site de LA Weekly Literary Supplement
9. ↑  Site de n/Oulipo